# マリー・シーモア・ルーカス

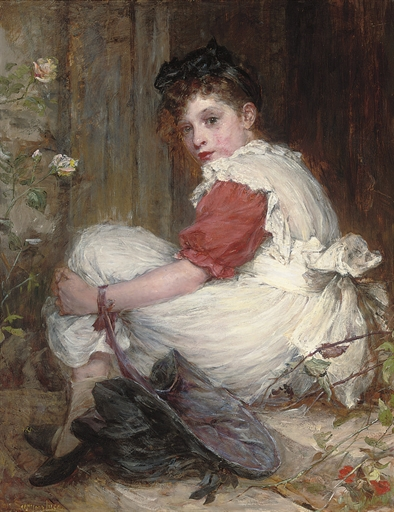
マリー・シーモア・ルーカス作「戸口で（On the Threshold）」

マリー・シーモア・ルーカス（Marie Seymour L|ucas、1850年4月23日 - 1921年11月25日）は、フランス生まれの画家である。1877年にイギリスで、画家のジョン・シーモア・ルーカスと結婚し、その後はイギリスを拠点に活躍した。子供のいる家庭内の情景などを描いた。

## 略歴
パリで生まれた。父親の名はルイ・デュドネ・コーネリッセン（Louis Dieudonné Cornelissen）で、生まれた時の名前はマリー・エリザベト・コーネリッセン（Marie Elizabeth Cornelissen）である。両親は教育のためにマリーをイギリスに送り、マリーはロンドンの美術学校、セント・マーティンズ・レーン・アカデミー(St Martin's Lane Academy)で学び、その後ロイヤル・アカデミー・オブ・アーツの美術学校で学んだ。1877年に展覧会に作品を出展し、その年美術学校の学生仲間のジョン・シーモア・ルーカス（John Seymour Lucas: 1849–1923）と結婚した。その後、結婚後の名前でイギリスを拠点に活躍した。歴史画や子供などの家庭内の情景を題材に風俗画を描いた。1893年のシカゴ万国博覧会の女性館に作品を展示した画家の一人でもあった。夫は1899年にロイヤル・アカデミーの正会員に選ばれた。
1905年にイギリスで出版されたウォルター・ショー・スパローの「Women Painters of the World」にマリー・シーモア・ルーカスの孤児たちを描いた「We are but little children weak」が収録された。
ロンドン自治区、バーネット区のヘンドン(Hendon)でなくなった。息子のシドニー・シーモア・ルーカス（Sydney Seymour Lucas: 1878-1954）も画家、イラストレーターになった。